# Turiasaurus
Turiasaurus (лат.) — род ящеротазовых динозавров  из группы Turiasauria, живших в юрском и меловом периодах (150,8—140,2 млн лет назад) на территории нынешней Испании. Окаменелости зауропода были найдены в 2004 году близ города Риодева в провинции Теруэль. Впервые описан палеонтологами Royo-Torres, Cobos и Alcala в 2006 году. Представлен единственным видом — Turiasaurus riodevensis. В настоящее время является самым большим и тяжёлым динозавром Европы, длина более 30 метров, вес от 40 до 48 тонн. Обнаружены большая берцовая кость длиной 1,25 метра и пятнадцать позвонков, а также бедренная кость длиной 1,92 метра.
Turiasaurus принадлежит в соответствии с предварительным анализом к группе Turiasauria, которая является сестринской группой по отношению к Neosauropoda. Другими динозаврами, тесно связанными с Turiasaurus,  являются Losillasaurus и Galveosaurus.